# شتاینیگتوولمسدورف

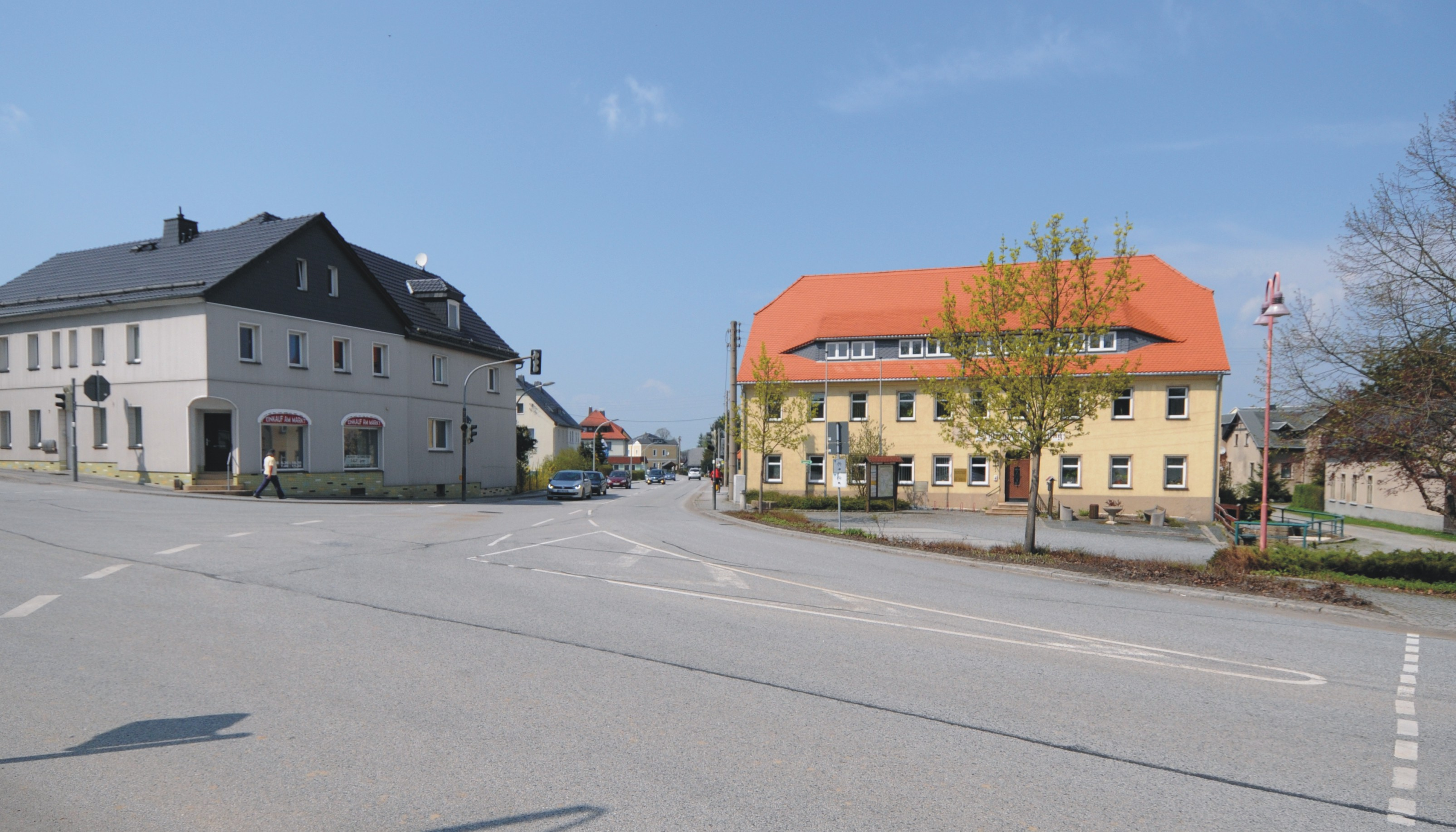
The center of the town

شتاینیگتوولمسدورف (به آلمانی: Steinigtwolmsdorf) یک شهر در آلمان است که در باوتسن واقع شده‌است. شتاینیگتوولمسدورف ۳٬۳۳۸ نفر جمعیت دارد.